# Julinho (1929–2003)
Julinho, właśc. Júlio Botelho (ur. 29 lipca 1929 w São Paulo, zm. 11 listopada 2003 w São Paulo) – piłkarz brazylijski, występujący na pozycji napastnika.

## Kariera klubowa
Karierę piłkarską Julinho zaczął w klubie Juventus São Paulo w 1950 roku. W 1951 przeszedł do Portuguesy São Paulo. W klubie z São Paulo grał do 1955 roku, z roczną przerwą na gre we Fluminense FC. Podczas tego okresu wygrał Turniej Rio-São Paulo w 1952 i 1955 roku. W 1955 roku wyjechał i rozpoczął grę we Fiorentinie. Z Violą zdobył mistrzostwo Włoch w 1956 oraz zagrał w finale Pucharu Europy 1957, gdzie Fiorentina przegrała z Realem Madryt. Po powrocie do Brazylii w 1958, do końca swojej kariery Julinho grał w SE Palmeiras. Z Palmeiras zdobył mistrzostwo Stanu São Paulo – Campeonato Paulista w 1959 i 1963 oraz wygrał Turniej Rio-São Paulo w 1965 i 1967 roku.

## Kariera reprezentacyjna
W reprezentacji Brazylii Julinho zadebiutował 6 kwietnia 1952 w meczu z reprezentacją Meksyku podczas Mistrzostw Panamerykańskich, które Brazylia wygrała. W następnym roku grał na Copa América 1953, na których Brazylia zajęła drugie miejsce, przegrywając w finale z reprezentacją Paragwaju. Julinho strzelił w tym turnieju pięć bramek, co dało tytuł wicekróla strzelców. W 1954 roku był członkiem kadry na mistrzostwa świata w Szwajcarii, na których Brazylia odpadła w ćwierćfinale z reprezentacją Węgier. Julinho zagrał we wszystkich trzech meczach turnieju. Podczas gry we Włoszech nie był powoływany do kadry. Wrócił do niej w 1960 roku. W tym roku zdobył z ekipą canarinhos Puchar Roca oraz Puchar Atlantycki. Później Julinho miał kolejną przerwę w występach kadrze, a ostatni mecz w drużynie narodowej zagrał 7 września 1965 w Belo Horizonte przeciwko reprezentacji Urugwaju. Łącznie w latach 1952–1965 rozegrał w reprezentacji 25 meczów i strzelił 12 bramek.